# Walter Herold
Walter Herold (ur. 10 sierpnia 1897 w Weiden in der Oberpfalz, zm. 28 listopada 1944 w okolicach Bochni) – niemiecki generalmajor, dowódca 10 Dywizji Grenadierów Pancernych.
Służbę w armii rozpoczął podczas Wielkiej Wojny. Awans na generała majora otrzymał 9 listopada 1944. Zginął w akcji przeprowadzonej przez ODB (Obozową Drużynę Bojową, względnie Oddział Dywersyjno-Bojowy) porucznika Józefa Lessera (ps. „Jastrząb”) „Chrobry I” w okolicach Bochni. Akcją dowodził zastępca Lessera - Stanisław Nowak (ps. „Iskra“). 
Został odznaczony Ritterkreuz des Eisernen Kreuzes (13 października 1944).